# 妙源寺 (岡崎市)
妙源寺（みょうげんじ）は、愛知県岡崎市大和町にある真宗高田派の寺院。山号は桑子山。本尊は阿弥陀如来。

## 概要
文暦2年（1235年）、親鸞が関東より帰郷する途中、当地に立ち寄ったことが始まりとされる。付近の領主安藤薩摩守信平は親鸞を柳堂（以前は「太子堂」といった）に招き説法を聞いた。上人の教えに感化された安藤信平は武門を仏門に入り念信と改名。正嘉2年（1258年）に寺を建て、これを明眼寺（みょうげんじ）と名付けたと伝えられる。16世紀の高田派の応真と真智による相続争いに際しては、満性寺とともに真智方の中心寺院として活動したため、次第に権威は後退した。三河一向一揆（1563年～1564年）の際、徳川家康は本寺に身を寄せ難を逃れた。これにより家康から「源」の一字を与えられ、妙源寺と改称した。三河地方の真宗の道場で最も古い道場と言われている。裏の墓地には安藤直次や高木清秀など、多くの武士の墓がある。
慶長8年（1602年）9月11日、徳川家康より朱印地30石を拝領した。
毎年8月7日、8日に虫干しを兼ねた展観を行っている。
少年時代桑子学校（現在の岡崎市立矢作南小学校）に通った本多光太郎博士の墓が本寺にある。

## 重要文化財
以下の物件が国の重要文化財に指定されている。
柳堂は建築の様式から、1400年代前半頃に建立された堂と推定される。よって、寺に保存されている正和3年（1314年）の上葺棟札は前身の堂のものと考えられる。
| 指定名称                                   | 種別   | 指定年月日                |
| ------------------------------------------ | ------ | ------------------------- |
| 妙源寺柳堂 附：厨子及び須弥壇一具、棟札5枚 | 建造物 | 1903年（明治36年）4月15日 |
| 絹本著色善光寺如来絵伝 3幅                 | 絵画   | 1918年（大正07年）4月08日 |
| 絹本著色法然上人絵伝 3幅                   | 絵画   | 1918年（大正07年）4月08日 |
| 絹本著色親鸞上人絵伝 3幅                   | 絵画   | 1918年（大正07年）4月08日 |
| 絹本著色光明本尊 3幅                       | 絵画   | 2014年（平成26年）8月21日 |

## ギャラリー

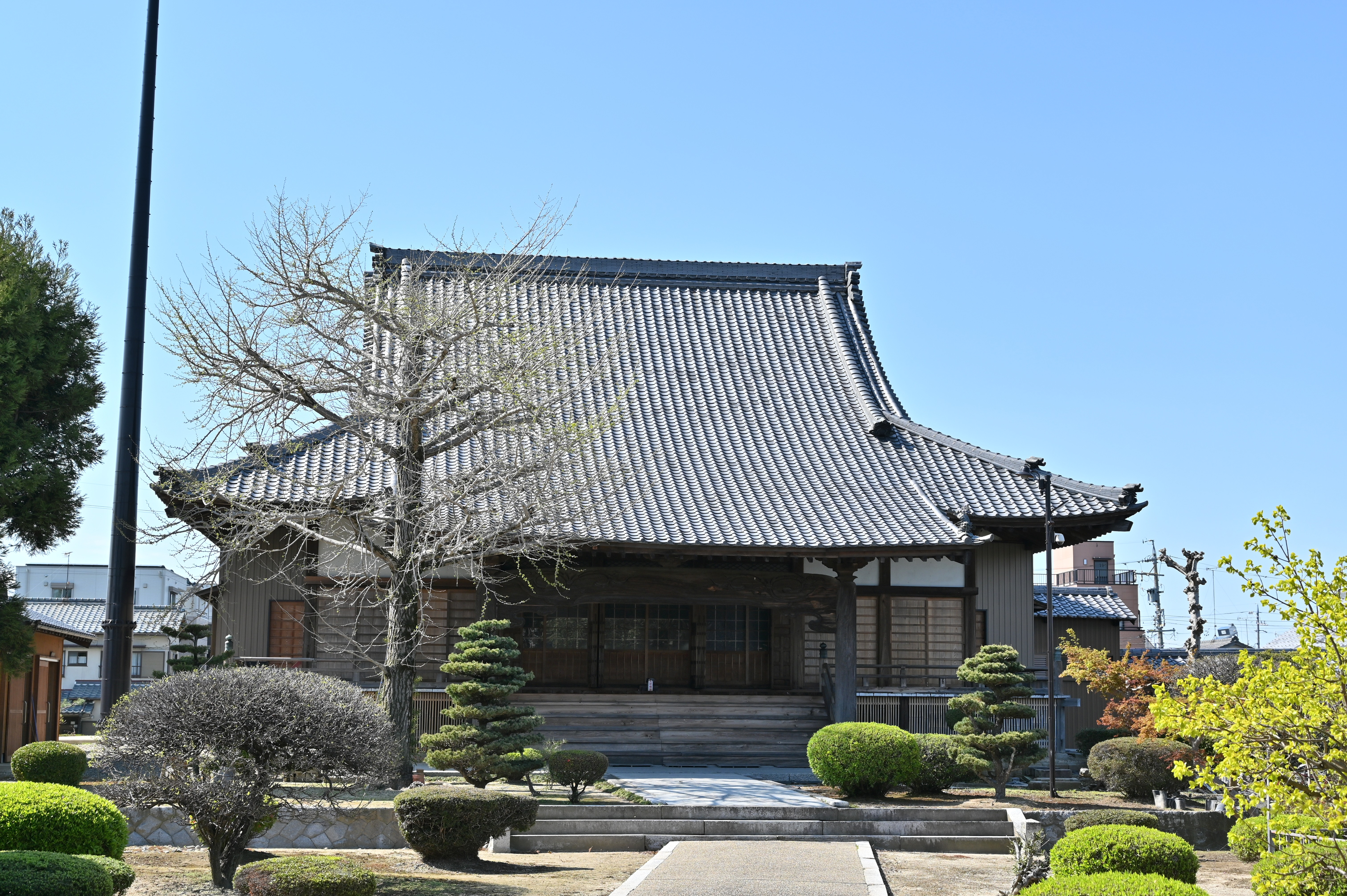
本堂
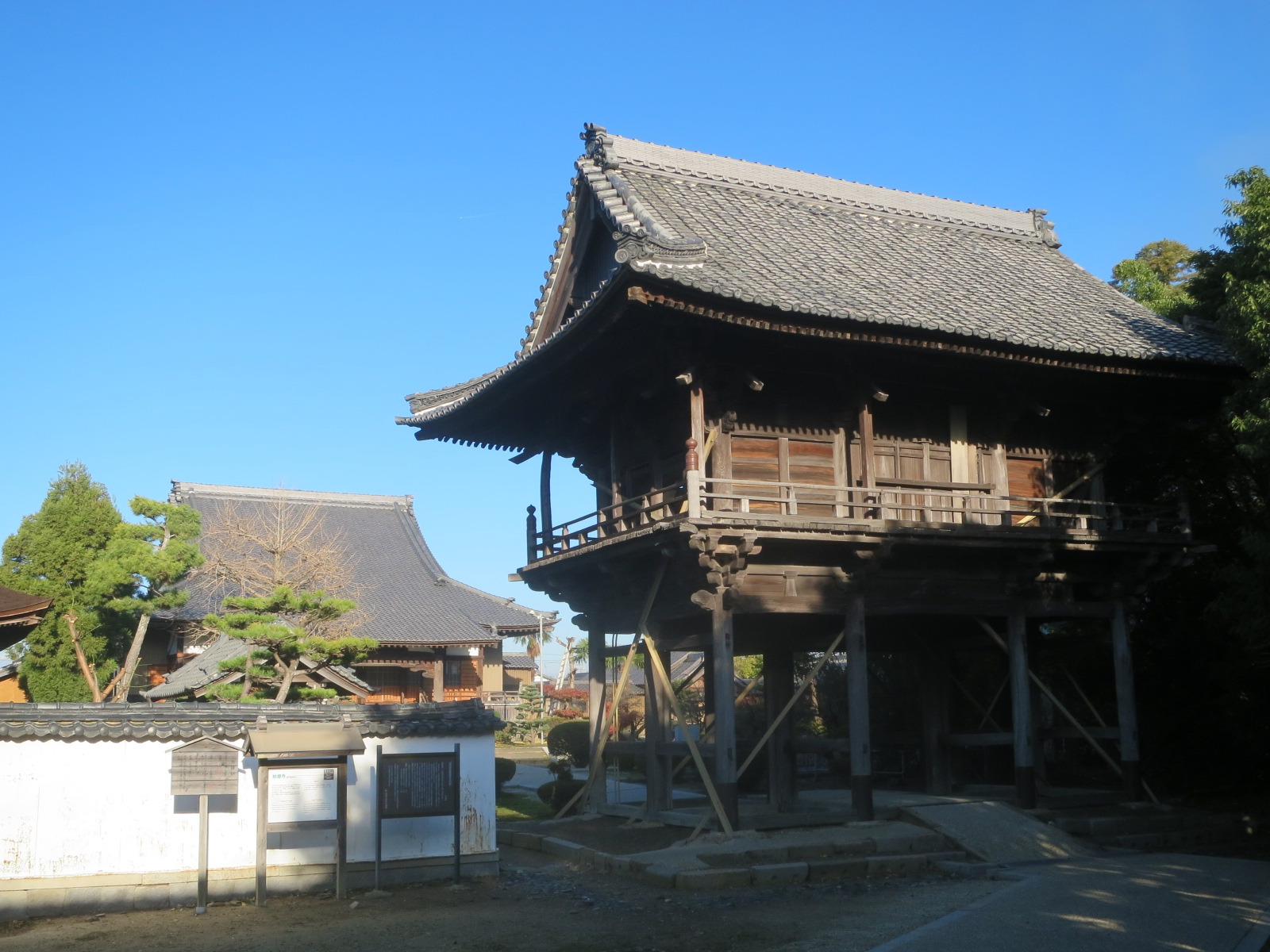
楼門
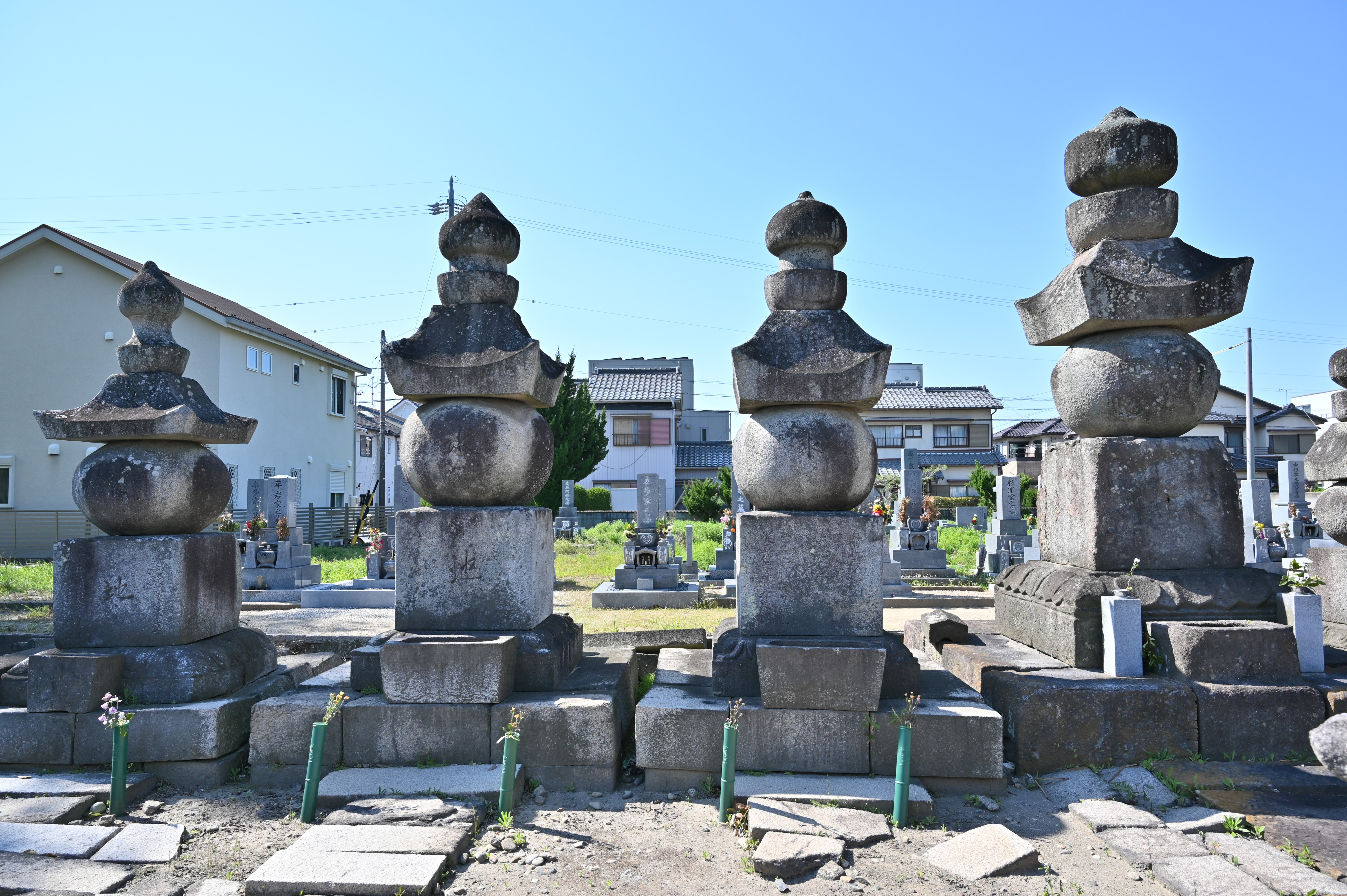
安藤直次の墓（右）
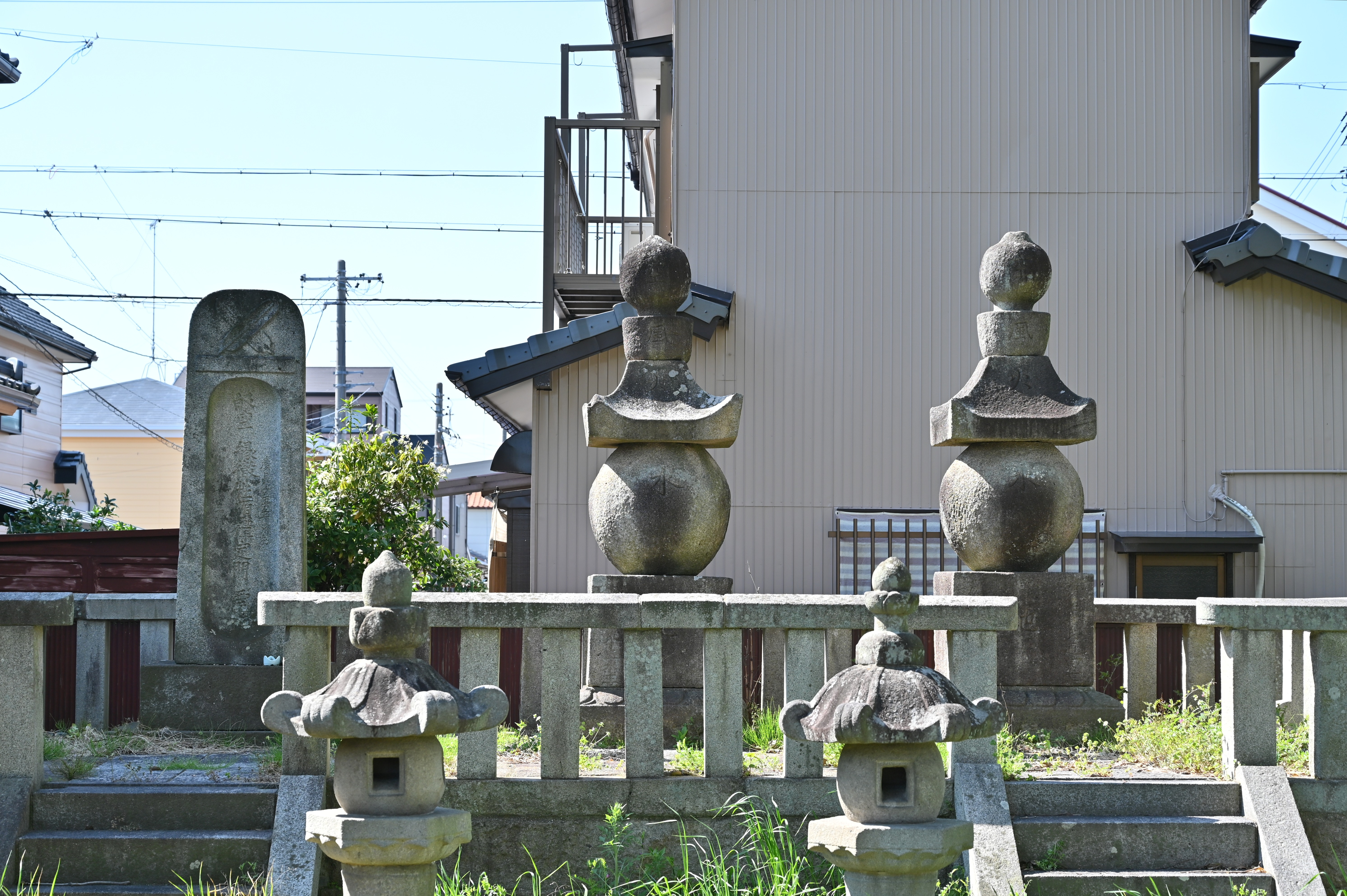
高木清秀の墓（右）
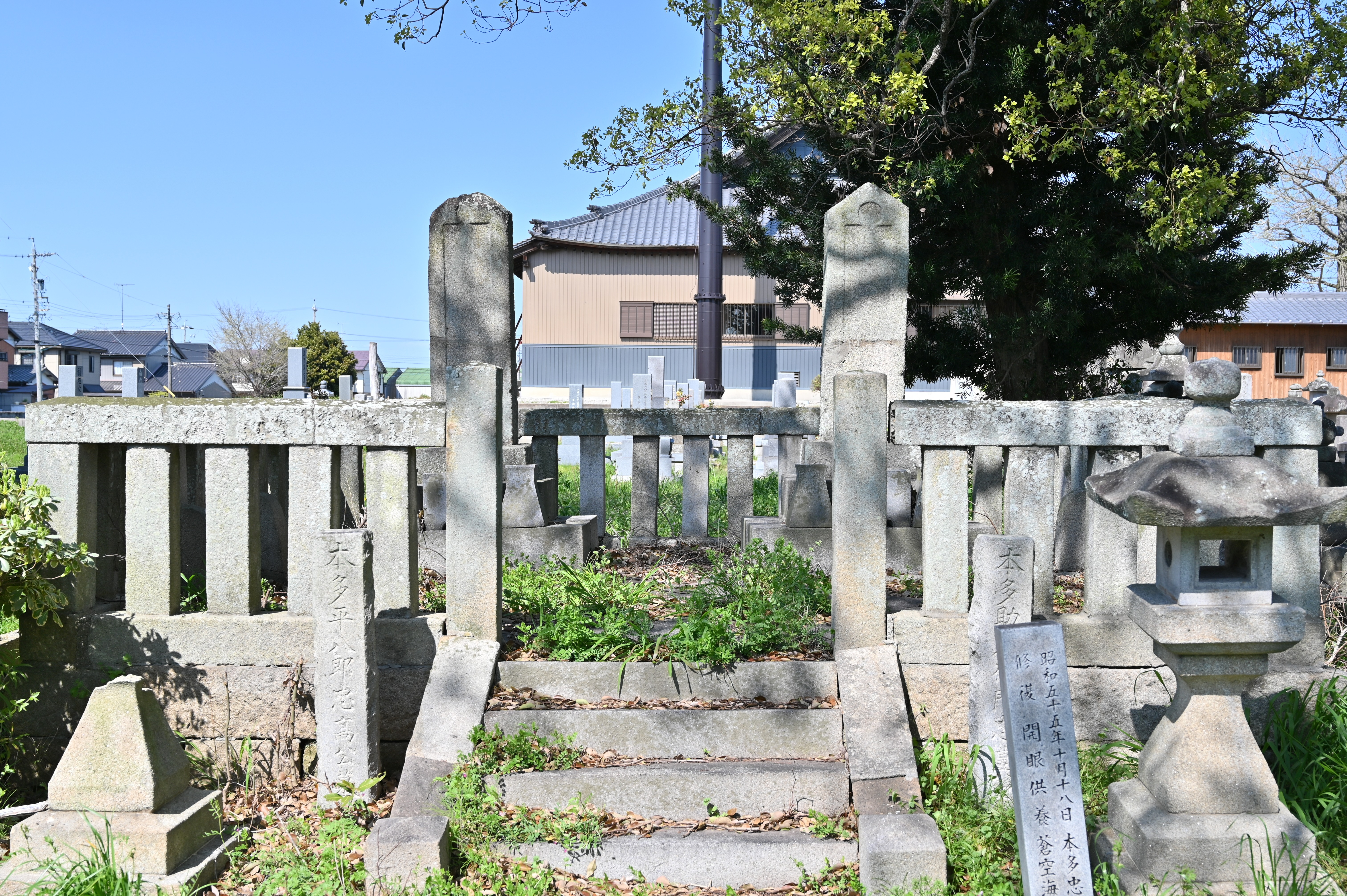
本多忠豊の墓（右）と本多忠高の墓（左）

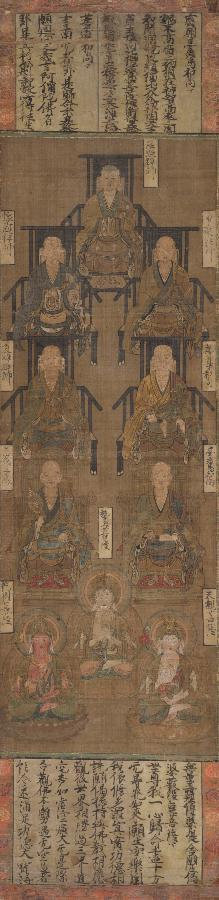
光明本尊（左幅 - 天竺震旦祖師像）
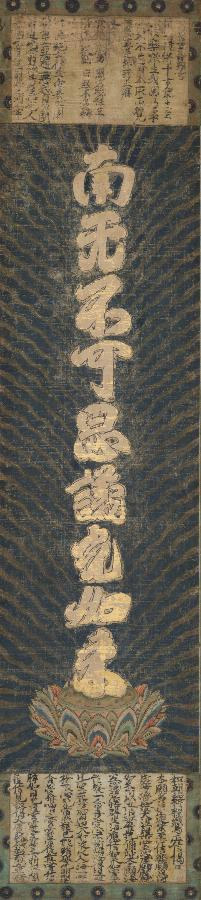
光明本尊（中幅 - 「南無不可思議光如来」九字名号）
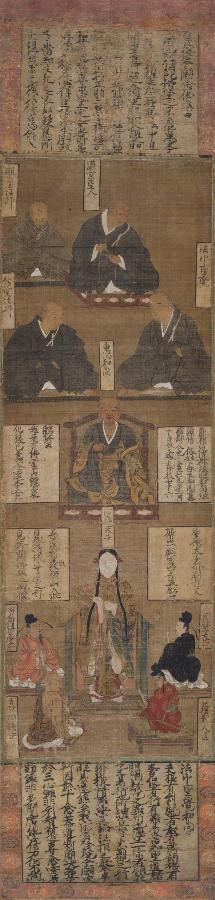
光明本尊（右幅 - 先徳像）

## 交通手段
- JR東海道本線「西岡崎駅」下車、北東約200メートル。